# 全国高等学校野球選手権山口大会実況中継
全国高等学校野球選手権 山口大会実況中継（ぜんこくこうとうがっこうやきゅうせんしゅけん やまぐちたいかいじっきょうちゅうけい）は山口放送 (KRY) が毎年夏に行われる全国高等学校野球選手権山口大会の模様をラジオ中継する際に使用する番組タイトルである。
1963年から山口朝日放送が開局する1993年まではテレビでも準々決勝以降を放送していた。
例年、津田恒実メモリアルスタジアムを中心にユーピーアールスタジアム、ビジコム柳井スタジアムのほか、県決勝大会（準々決勝・準決勝・決勝）が行われる山口マツダ西京きづなスタジアム（2006年は下関球場）から放送する。
2023年現在、選手権の地方大会を1回戦から民放ラジオで生中継する数少ない局の一つである。他には、和歌山大会の会場が和歌山県営紀三井寺野球場のみで行われる和歌山放送がある。同局はすべての試合を生中継する。
以下は、2013年の内容。

## 放送時間
- 1回戦～準決勝 - 10:00 - 15:00
- 決勝 - 9:55 - 13:00

　※いずれも、延長なし。

## 中継会場
- 1回戦（1日目） - 津田恒実メモリアルスタジアム
- 1回戦（2日目） - ビジコム柳井スタジアム
- 2回戦（1日目） - 津田恒実メモリアルスタジアム
- 2回戦（2日目） - 下関球場
- 準々決勝、準決勝、決勝 - 山口マツダ西京きづなスタジアム（2008年よりマツダ系のカーディーラー山口マツダがネーミングライツを取得し「西京スタジアム」より改称した）

## 実況担当アナウンサー
- 高橋裕
- 竹重雅則
- 高橋良
- 庄野数馬（現フリー）